# Världsmästerskapen i rodel 2007
Världsmästerskapen i rodel 2007 hölls den 2-4 februari 2007 i Igls, Österrike.

## Singel herrar
| Medalj | Deltagare            | Tid      |
| ------ | -------------------- | -------- |
| Guld   | David Möller (GER)   | 1.38,052 |
| Silver | Armin Zöggeler (ITA) | +0,007   |
| Brons  | Jan Eichhorn (GER)   | +0,111   |

## Singel damer
| Medalj | Deltagare                     | Tid      |
| ------ | ----------------------------- | -------- |
| Guld   | Tatjana Hüfner (GER)          | 1.19,808 |
| Silver | Anke Wischnewski (GER)        | +0,140   |
| Brons  | Silke Kraushaar-Pielach (GER) | +0,172   |

## Dubbel
| Medalj | Deltagare                                  | Tid      |
| ------ | ------------------------------------------ | -------- |
| Guld   | Tyskland (Patric Leitner, Alexander Resch) | 1.19,285 |
| Silver | Österrike (Tobias Schiegl, Markus Schiegl) | +0,116   |
| Brons  | USA (Mark Grimmette, Brian Martin)         | +0,215   |

## Lag mixed stafett
| Medalj | Lag                                                                               | Tid      |
| ------ | --------------------------------------------------------------------------------- | -------- |
| Guld   | Tyskland (David Möller, Silke Kraushaar-Pielach, Patric Leitner, Alexander Resch) | 2.09,159 |
| Silver | Italien (Armin Zöggeler, Sandra Gasparini, Christian Oberstolz, Patrick Gruber)   | +0,682   |
| Brons  | Österrike (Daniel Pfister, Nina Reithmeyer, Peter Penz, Georg Fischler)           | +0,823   |